# Ladies Asian Golf Tour 2013
De Ladies Asian Golf Tour 2013 was het negende seizoen van de Ladies Asian Golf Tour. Het seizoen begon met het TLPGA & Royal Open, in januari 2013, en eindigde met het Hero Women's Indian Open, in november 2013. Er stonden veertien toernooien op de kalender.

## Kalender
| Data  | Data  | Toernooi                                 | Stad      | Winnaar                      | Score | Score | Info           |
| ----- | ----- | ---------------------------------------- | --------- | ---------------------------- | ----- | ----- | -------------- |
| 11-01 | 13-01 | TLPGA & Royal Open                       | Hsinchu   | Titiya Plucksataporn         | 210   | –6    |                |
| 18-01 | 20-01 | Hitachi Ladies Classic                   | Taoyuan   | Pornanong Phatlum            | 210   | –6    |                |
| 24-01 | 26-01 | Yeangder Open                            | Linkou    | Phoebe Yao po                | 209   | –7    | Nieuw toernooi |
| 11-04 | 13-04 | Yumeya Dream Cup                         | Nagoya    | Yumika Adachi                | 210   | –6    |                |
| 31-05 | 02-06 | Technology Cup                           | Hsinchu   | Yu-Huei Lu                   | 221   | +5    |                |
| 19-06 | 21-06 | Chung Cheng Open                         | Linkou    | Ssu-Chia Lin am              | 209   | –7    | Nieuw toernooi |
| 24-06 | 26-06 | Kenda Tire Open                          | Linkou    | Ainil Abu Bakar              | 212   | –4    | Nieuw toernooi |
| 19-09 | 21-09 | CTBC Open                                | Taoyuan   | Kim Do-yeon                  | 225   | +9    | Nieuw toernooi |
| 27-09 | 29-09 | Fubon Ladies Open                        | Taoyuan   | Ssu-Chia Lin                 | 212   | –4    |                |
| 25-10 | 27-10 | Sanya Ladies Open                        | Hainan    | Lee-Anne Pace po             | 203   | –13   |                |
| 01-11 | 03-11 | Suzhou Taihu Ladies Open                 | Jiangsu   | Gwladys Nocera               | 201   | –15   |                |
| 07-11 | 09-11 | PTT Global Chemical Thailand Ladies Open | Pattaya   | Sherman Santiwiwatthanaphong | 213   | –4    |                |
| 13-11 | 15-11 | South Taiwan Open                        | Kaohsiung | Yu-Huei Lu                   | 206   | –10   |                |
| 28-11 | 30-11 | Hero Women's Indian Open                 | New Delhi | Thipada Suwannapura          | 208   | –8    |                |

| po = winnares na play-off |  | am = amateur |